# Højelse Skole
Højelse Skole er en skole, der ligger i Højelse tæt ved Lille Skensved. Skolen, som blev indviet i  1963, er bygget af røde mursten og har ca. 257 elever. Skolelederen hedder Tommy Brun Larsen. Skolen har elever fra 0. til 9. klasse.